# Chiesa della Madonna di Loreto (Pergine Valsugana)
La chiesa della Madonna di Loreto è la parrocchiale in frazione Zivignago a Pergine Valsugana. Risale al XVIII secolo.

## Storia
La chiesa dedicata alla Madonna di Loreto venne eretta a Zivignago nel 1745.
Il primo edificio, nel 1848, venne ricostruito ampliandone le dimensioni originali ed i lavori si conclusero in quattro anni.
Giovanni Nepomuceno de Tschiderer, vescovo di Trento, consacrò la nuova chiesa nel 1852, e poco più di quarant'anni dopo (nel 1896) ottenne la concessione della custodia eucaristica.
Nel 1911 venne eretta la torre campanaria, progettata da Eduino Maoro, e nel 1928 furono decorate da Ferdinando Barcatta le volte della sala.
L'arcivescovo di Trento Carlo De Ferrari la elevò a dignità di parrocchia nel 1953.
A partire dal 1968 fu interessata da un ciclo di restauri conservativi che si conclusero dieci anni dopo. In tale periodo venne realizzato l'adeguamento liturgico ed il nuovo altare maggiore, posizionato nel presbiterio in zona centrale, venne solennemente consacrato nel 1980.